# Pierre Galand
Pierre Galand (Ukkel, 28 juli 1940) is een voormalig Belgisch politicus van de Parti Socialiste die lange tijd secretaris-generaal van Oxfam België geweest is. Van 2006 tot 2014 was hij voorzitter van het vrijzinnige Centre d'Action Laïque.

## Levensloop
Pierre Galand werd licentiaat in de economische wetenschappen en baccalaureus in de wijsbegeerte aan de Université Catholique de Louvain. Hij werd beroepshalve docent aan de ISCO en lector en raadgever van de coöperatierector van de Université libre de Bruxelles.
Galand was eveneens van 1967 tot 1996 secretaris-generaal van Oxfam België, van 1994 tot 2002 voorzitter van het Nationaal Centrum voor Ontwikkelingssamenwerking, van 1970 tot 1985 voorzitter van het Nationaal Actiecomité voor de Vrede en de Ontwikkelingssamenwerking en van 1973 tot 1980 voorzitter van het Nationaal Comité Chili.  
Tevens was hij vanaf 1986 voorzitter van de Belgisch-Palestijnse Vereniging, vanaf 1998 voorzitter van de Europese afdeling van de Wereldorganisatie Tegen Marteling, vanaf 1999 voorzitter van de association belge des Amis du Monde diplomatique, vanaf 2002 voorzitter van de fondation Laïcité et Humanisme en Afrique central en van 2006 tot 2014 voorzitter van het Centre d'Action Laïque.
Daarnaast werd hij politiek actief voor de PS en zetelde voor deze partij van 2003 tot 2007 als gecoöpteerd senator in de Belgische Senaat.
Zijn broer Paul Galand werd politiek actief voor Ecolo en zetelde in de Senaat en het Brussels Hoofdstedelijk Parlement.